# Піхотна дивізія «Дрезден»
Піхотна дивізія «Дрезден» (нім. Infanterie-Division Dresden) — дивізія Вермахту, що існувала наприкінці Другої світової війни. Участі в бойових діях не брала.

## Історія
Піхотна дивізія «Дрезден» сформована 7 березня 1945 року у ході 34-ї хвилі мобілізації у 4-му військовому окрузі, як «дивізія-тінь» (нім. Schatten-Division). Однак, вже за декілька днів її підрозділи передали на доукомплектування 6-ї фольксгренадерської дивізії.